# Afu-Ra
Afu-Ra, född Aaron Phillip 31 januari 1974, är en amerikansk hiphopartist från New York. Han är bland annat känd för låten "Defeat", som släpptes år 2000, och har samarbetat med DJ Premier.

## Diskografi
- 2000 – Body of the Life Force
- 2002 – Life Force Radio
- 2004 – Perverted Monks
- 2005 – State of the Arts